# Ingria (Torino)
Ingria (piemontiul L'Ingri, frankoprovanszálul L'Éngri) egy olasz község Torino megyében. Lakosainak száma 43 fő (2023. január 1.). Ingria a Soana- és az Orco-völgy találkozásánál fekszik. A 20. század elején még majdnem kétezer lakosa volt, de az erőteljes elnéptelenedés következtében lakosainak száma csaknem harmincadára csökkent.

## Népesség
A település népességének változása:
| Lakosok száma | 47   | 46   | 44   | 43   |
|               | 2017 | 2018 | 2019 | 2023 |

## Fordítás
- Ez a szócikk részben vagy egészben  az   Ingria című olasz Wikipédia-szócikk fordításán alapul.  Az eredeti cikk szerkesztőit annak laptörténete sorolja fel. Ez a jelzés csupán a megfogalmazás eredetét és a szerzői jogokat jelzi, nem szolgál a cikkben szereplő információk forrásmegjelöléseként.